# Station Auckland Strand
Het station Auckland Strand, ook wel bekend als The Strand Station, is een spoorwegstation in de Nieuw-Zeelandse stad Auckland. Het station is in 2011 geopend en het is gebouwd op enkele perrons van het voormalige station Auckland, dat in 2003 gesloten is.
Het station werd in 2011 geopend. In eerste instantie werd het alleen incidenteel gebruikt. Het diende als reservestation voor momenten waarop het station Britomart (nu Waitematā) overbelast zou zijn tijdens het WK Rugby. Later kwam het station standaard in de dienstregeling. Zo is het station het beginpunt van de Te Huia richting Hamilton en de trein richting Wellington.
In 2023 werd het voormalige seingebouw uit 1930 als stationsgebouw geopend nadat het in de jaren ervoor was gerenoveerd.